# William Frederick Havemeyer
William Frederick Havemeyer, född 12 februari 1804 i New York, död 30 november 1874 i New York, var en amerikansk affärsman och politiker. Han var New Yorks borgmästare 1845–1846, 1848–1849 och 1873–1874.
New York City Police Department (NYPD) grundades som Municipal Police år 1845 under Havemeyers första ämbetsperiod som borgmästare.
Under sina två första perioder som borgmästare var Havemeyer demokrat och medlem av Tammany Hall, men i borgmästarvalet 1872 ställde han upp som republikan efter att ha tröttnat på de skandaler som Tammany Hall under William M. Tweeds ledarskap hade ställt till med. Han blev vald en tredje gång men avled 1874 i ämbetet.